# Sarsaparill
Sarsaparill (Smilax regelii) är en art i familjen smilaxväxter och kommer från Central- och Sydamerika.
Växtens rötter har säregna egenskaper och har förr använts som läkemedel, men numer används rötterna mest som smakämne i olika produkter. Den farmakologiska benämningen är Radix sarsaparillae. 
Arten sarsaparill (S. regelii) är den som används för kommersiellt bruk men några andra arter används på ett liknande sätt och kallas också sarsaparill, som till exempel S. officinalis och S. japicanga. 
Sarsaparill är en klättrande buske som kan växa upp till 50 meter långt. Plantans blommor är små och efterföljs av svarta, blå eller röda bärliknande frukter. 
Namnet sarsaparill kommer från spanskans zarzaparrilla, av zarza (taggig buske), parra (vinranka) och diminutivsuffixet -illa[källa behövs]. För att vara tjänlig för människobruk måste roten torkas och sen kokas, varefter extraktet kan användas för dryckestillverkning. 
Kryddan som utvinns ur roten används som smak- och doftämne i ett flertal kommersiella produkter så som drycken Root beer, vissa sorters liniment och tandkräm.

## Sarsaparill i populärkulturen
Sarsaparill är även en växt som finns i det fiktiva Glömda Landet där den är mycket omtyckt bland smurfarna som ser växten som en delikatess som de äter i stora mängder. Det som gör smurfernas ätande av sarsaparill så speciellt är att de äter bladen istället för roten, samt att de föredrar den rå.